# Ascocalvatia
Ascocalvatia — рід грибів родини Onygenaceae. Назва вперше опублікована 1971 року.

## Класифікація
До роду Ascocalvatia відносять 2 види:
- Ascocalvatia alveolata
- Ascocalvatia dura